# Frei Otto

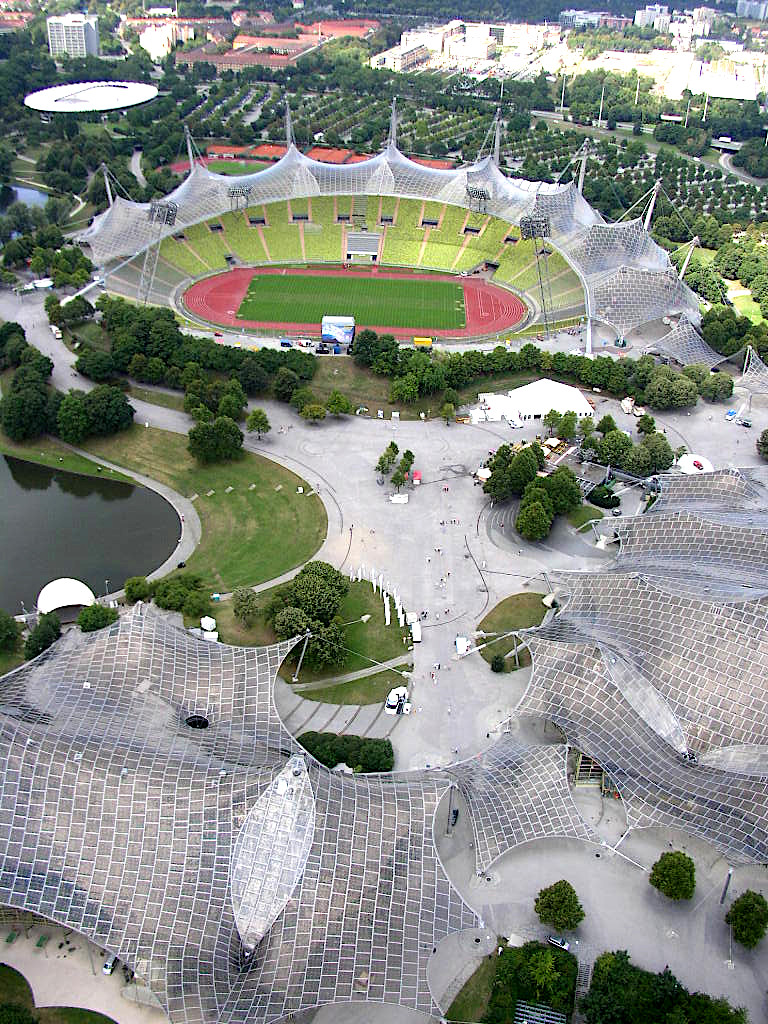
Olympiastadion i München.

Frei Paul Otto, född 31 maj 1925 i Siegmar (idag en stadsdel i Chemnitz) i Sachsen, död 9 mars 2015 i Leonberg i Baden-Württemberg, var en tysk arkitekt som bland annat var med och skapade Olympiastadion i München.